# كارسوت
كارسوت (بالجرينلاندية: Qaarsut)، هي مدينة تابعة لبلدية كاسويتسوب غرب جرينلاند.

## تاريخ

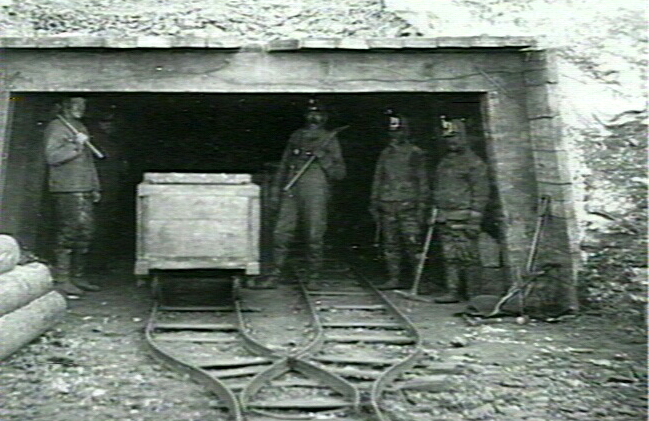
منجم فحم كارسوت عام 1907.

أول منجم فحم في جرينلاند تم العمل به كان في كارسوت، في الفترة بين عامي 1778 و1924.

## النقل والمواصلات
يخدم المدينة مطار كارسوت، والذي يقع جهة الشمال الغربي من المدينة، ويخدم كذلك بلدة أوماناك التي لا يمكن الوصول إليها إلا بواسطة المروحيات.

## السكان
بلغ عدد سكان كارسوت 196 نسمة عام 2010، وقد تناقص عدد السكان بأكثر من 18% نسبة إلى مستويات عام 2000.

## معرض الصور

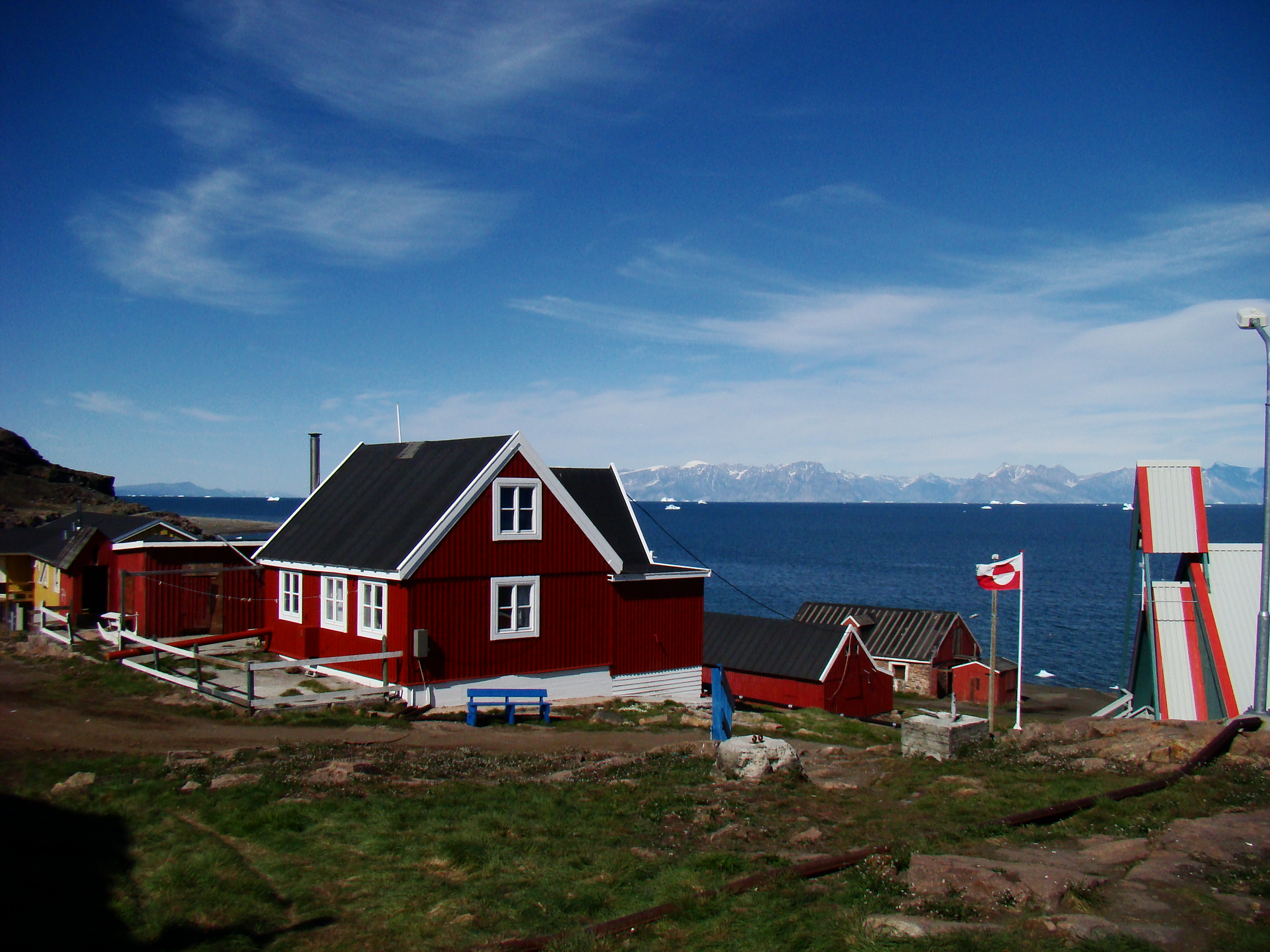
كنيسة كارسوت
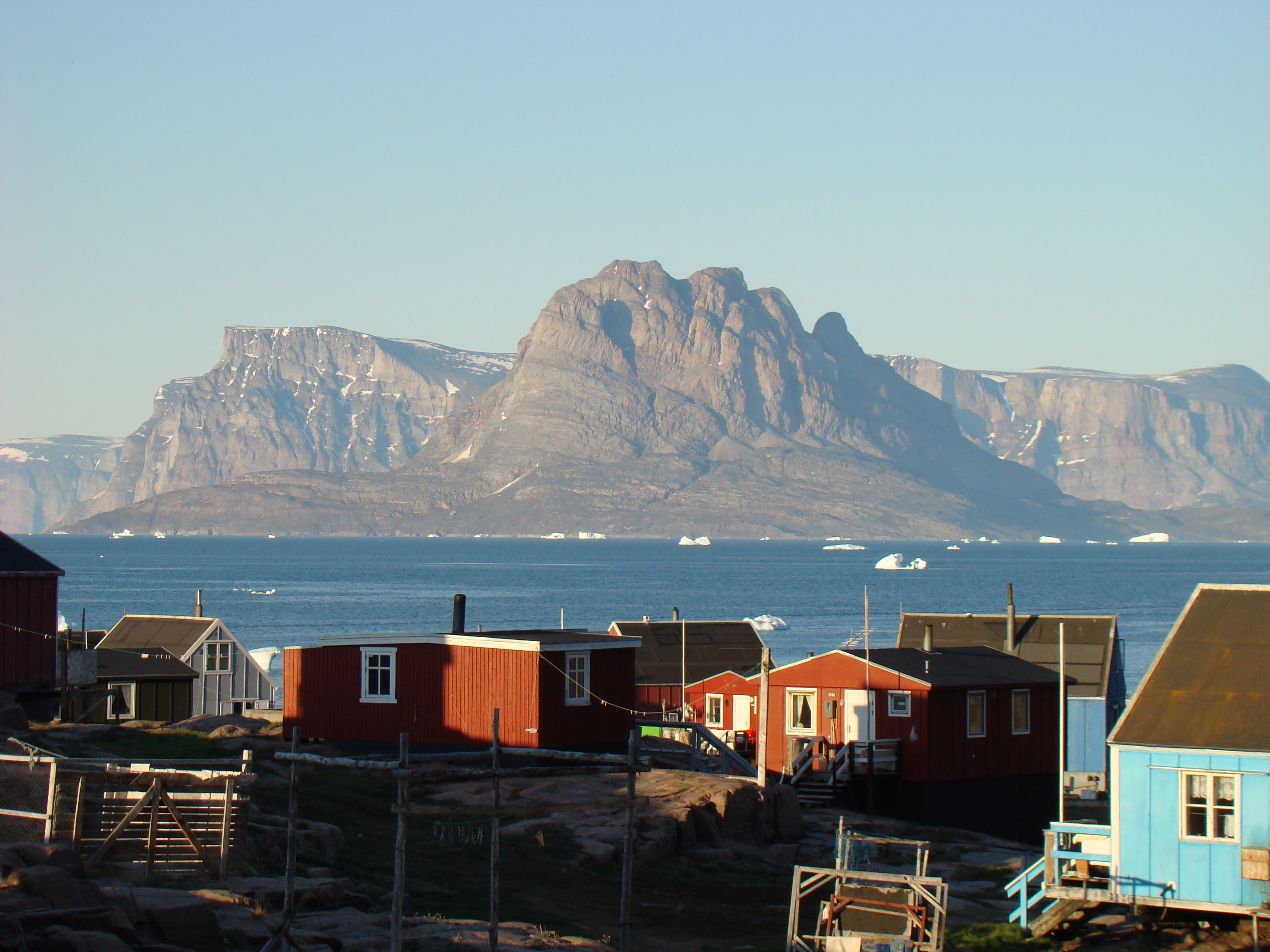
جبال أوماناك القريبة من كارسوت
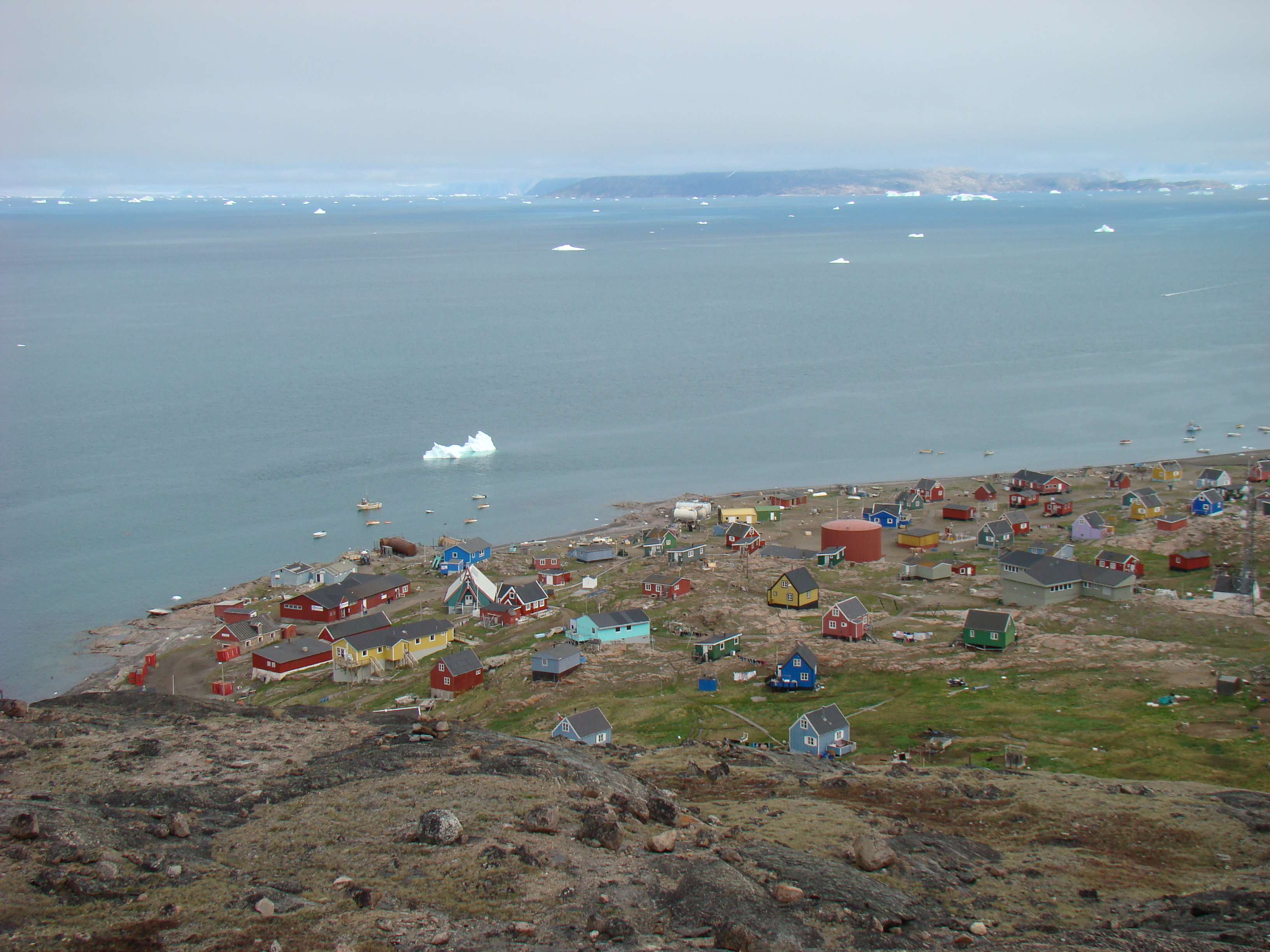
منظر عام لكارسوت
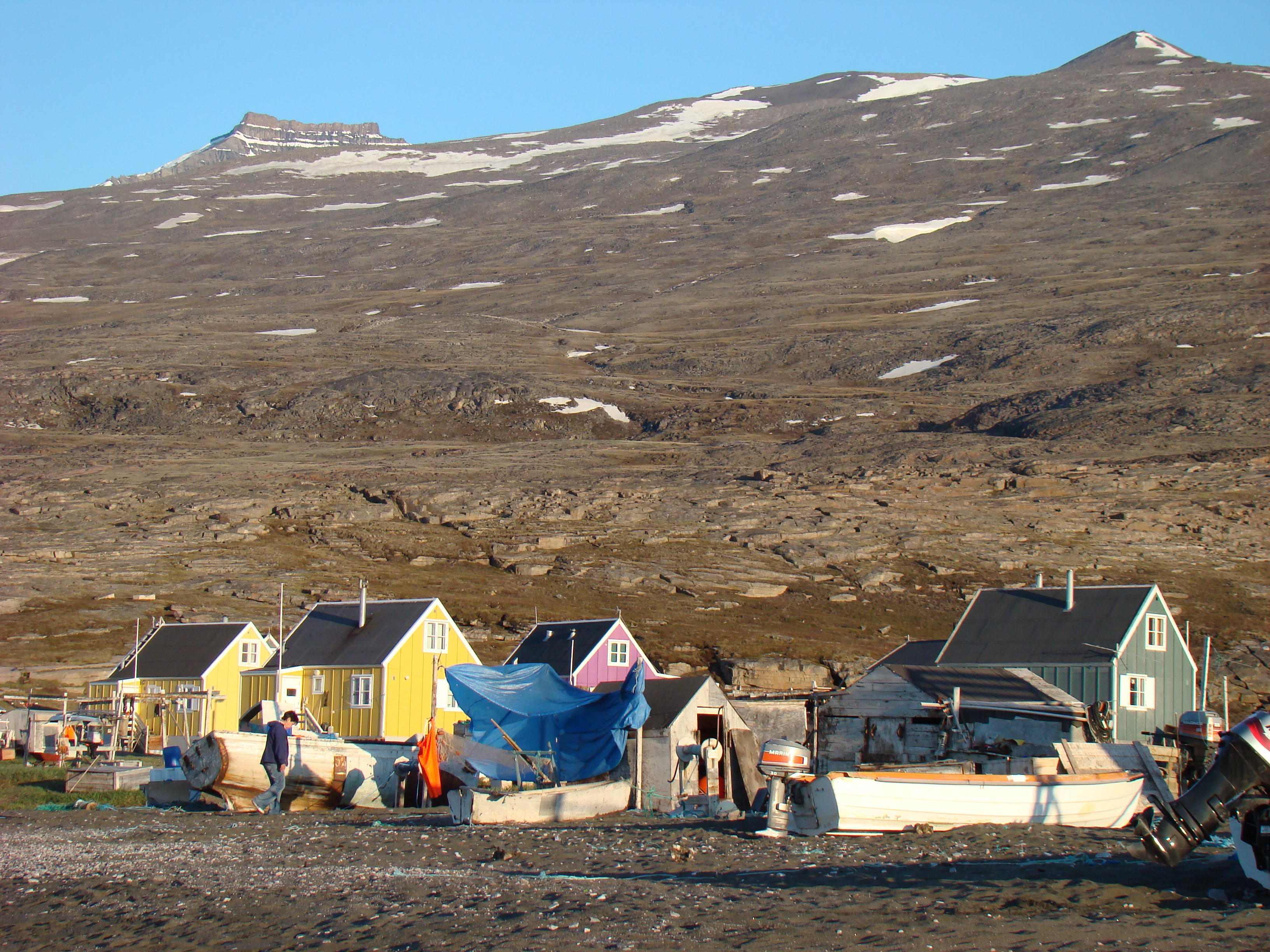
بيوت ملونة
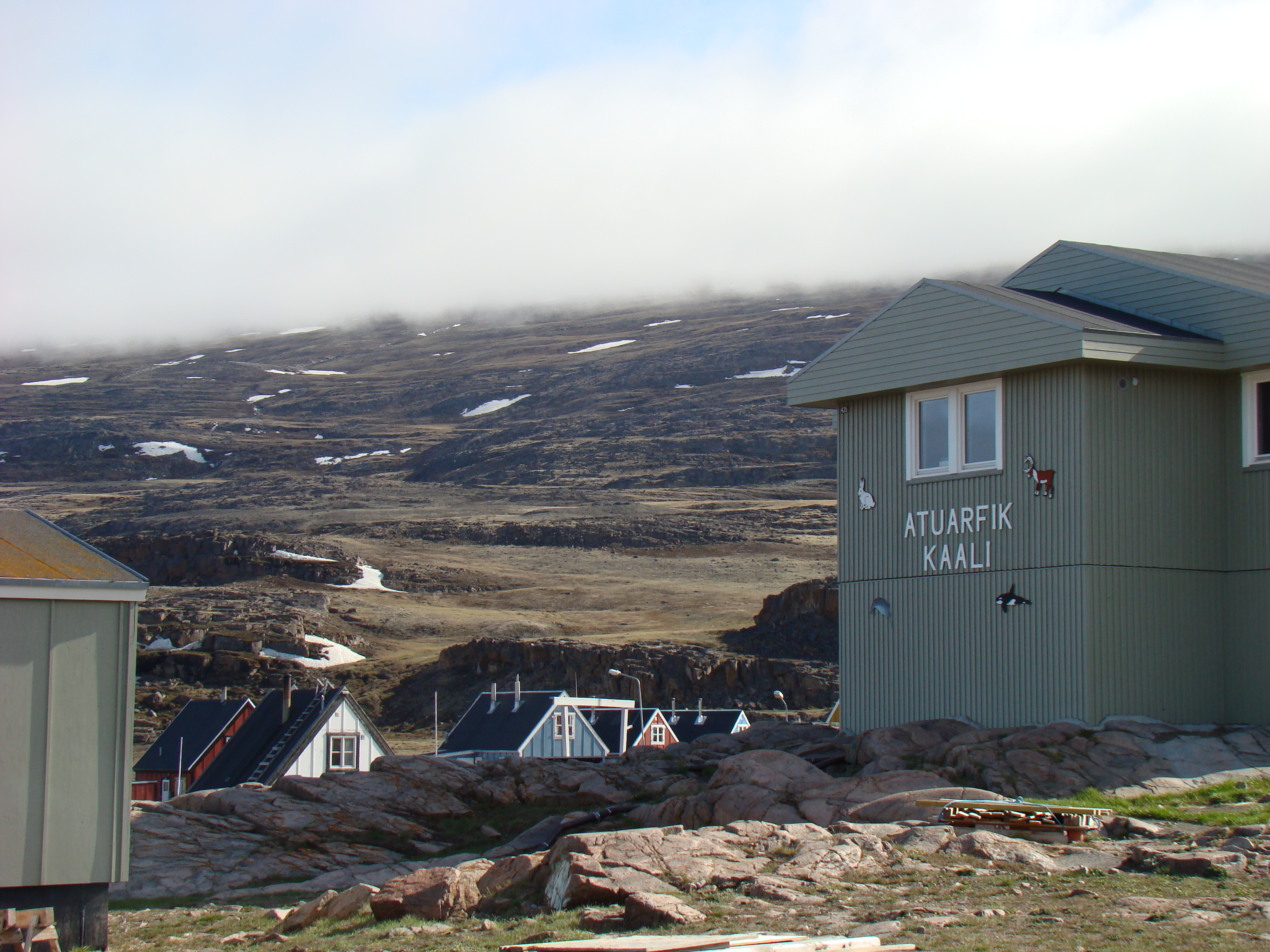
مدرسة
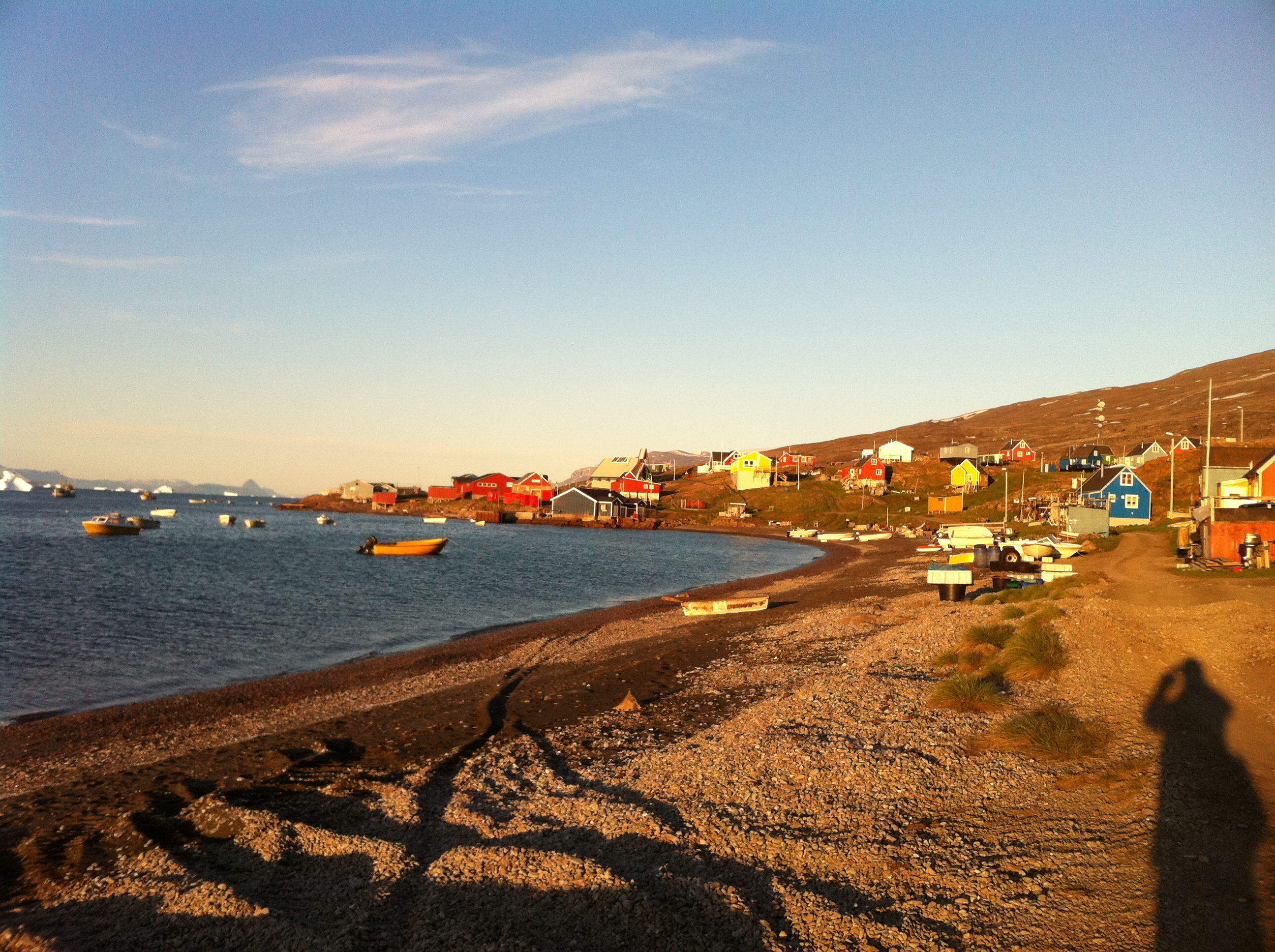
كارسوت أثناء شمس منتصف الليل